# Brownse koelkast
De brownse koelkast is een theoretisch koelsysteem dat gebruikmaakt van de brownse beweging. Door een uitwendig krachtmoment uit te oefenen wordt warmte van de ene kant naar de andere kant van een molecule overgebracht. 
Er bestaan nog geen macroscopische toepassingen van.